# HAT-P-13c
HAT-P-13c es un planeta extrasolar que orbita la estrella HAT-P-13, localizado a aproximadamente 697 años luz, en la constelación de la Osa Mayor. Su periodo orbital es de 428,5 días, con un semieje mayor de 1,186 UA. Debido a su gran masa, 15,2 veces superior a la de Júpiter se encuentra en el límite entre un Super-Júpiter y una enana marrón. Forma parte de un sistema planetario, que también contiene el primer planeta descubierto en tránsito, HAT-P-13b."